# Xenoleptura hecate
Xenoleptura hecate là một loài bọ cánh cứng trong họ Cerambycidae.